# Бобровице (гмина)
Бобровице (пол. Bobrowice) — сельская гмина (волость) в Польше, входит как административная единица в Кросненский повет, Любушское воеводство. Население — 3102 человека (на 2005 год).

## Соседние гмины
1. Гмина Домбе
2. Гмина Губин
3. Гмина Кросно-Оджаньске
4. Гмина Любско
5. Гмина Новогруд-Бобжаньски